# 히카르두 쿠아레즈마
히카르두 안드라드 쿠아레즈마 베르나르두(포르투갈어: Ricardo Andrade Quaresma Bernardo, 1983년 9월 26일 ~ , 포르투갈 리스본 ~ )는 포르투갈의 전 축구 선수이다.
그의 초기 별명은 Mustang (야생마) 로, 이 별명은 전 스포르팅 CP 감독 라슬로 뵐뢰니에 의해 지어졌다. 쿠아레즈마는 종종 포르투갈의 축구 선수인 크리스티아누 호날두와 비교되는데, 양쪽 다 스피드와 드리블 능력이 뛰어날 뿐만 아니라, 경기하는 스타일도 비슷하다. 쿠아레즈마는 오른발잡이로, 보통 오른쪽 윙어를 맡는데도 불구하고, 포르투의 4-3-3 포메이션에서는 왼쪽 윙어를 맡기도 한다.
2008-09 시즌 FC 인테르나치오날레 밀라노으로 이적하여 많은 팬들을 기대하게 하였으나 기대에 미치치 못하고 부진에 빠졌다. 인터 밀란이 많은 이적료를 주면서 데려왔지만 실력을 보여주지 못해 벤치로 밀려난 그는 다시 기회를 살리기 위해 2009년 첼시로 임대 이적하였고, 등번호는 18번으로 배정되었다. 하지만 첼시에서도 기회를 살리지 못하고 벤치로 밀려나 결국 그 해 여름 인테르로 복귀하였다. 그나마 이미 그의 입지는 좁아진 상태였으며 인테르는 아르헨티나 출신의 세르히오 아구에로를 이적받기 위해 아틀레티코 마드리드에 거액의 이적료와 함께 히카르두 쿠아레즈마를 덤으로 얹어준다는 제의를 하였는데 이는 쿠아레즈마의 입장에서 보면 대단한 굴욕이었다.
결국 몸값에 비해 아무런 활약도 보여주지 못한 그는, 2010년 6월 14일 그는 터키의 베식타시 JK로 이적하게 되었다. 베식타시에서 두 시즌간 뛴 후 아랍에미리트의 알아흘리를 거쳐 다시 FC 포르투에서 뛰었다.

## 수상

### 클럽
인터콘티넨털컵 (1): 2004
포르투갈 리그 (4): 2002, 2006, 2007, 2008
포르투갈컵 (2): 2002, 2006
포르투갈 슈퍼컵 (3): 2002, 2004, 2006

### 개인
올해의 포르투갈 선수 (2): 2005, 2006
 포르투갈 골든볼 (1): 2007